# Compsophis boulengeri
Compsophis boulengeri — вид змій родини Pseudoxyrhophiidae. Ендемік Мадагаскару. Вид названий на честь британсько-бельгійського зоолога Джорджа Альберта Буленджера.

## Поширення і екологія
Compsophis boulengeri мешкають на сході острова Мадагаскар, а також в Національному парку Монтань-д'Амбр на півночі острова. Вони живуть у вологих тропічних лісах та у водно-болотних угіддях.